# Yine Sensiz
Albums de Tarkan
A-Acayipsin
(1994)
Yine Sensiz est le premier album du chanteur Tarkan. Sorti en 1992 il s'est vendu à plus de 700 000 exemplaires en Turquie.

## Liste des chansons
1. Kıl Oldum - 4:12
2. Kimdi? - 4:23
3. Söz Verdim - 4:14
4. Gelipte Halimi Gördün mü? - 3:46
5. Sarıl Bana - 3:24
6. Oldu Canım, Ara Beni - 2:44
7. Vazgeçemem - 4:29
8. Çok Ararsın Beni - 4:44
9. Selam Ver - 5:05
10. Yetti Artık - 3:08
11. Yine Sensiz - 5:15

## Réédition CD 1993
1. Kıl Oldum - 4:12
2. Kimdi? - 4:23
3. Söz Verdim - 4:14
4. Gelipte Halimi Gördün mü? - 3:46
5. Sarıl Bana - 3:24
6. Oldu Canım, Ara Beni - 2:44
7. Vazgeçemem - 4:29
8. Çok Ararsın Beni - 4:44
9. Selam Ver - 5:05
10. Yetti Artık - 3:08
11. Yine Sensiz - 5:15
12. Kıl Oldum (Remix) - 5:59
13. Kimdi (Remix) - 6:53
14. Çok Ararsın Beni (Remix) - 5:56